# Camou-Cihigue
Pour les articles homonymes, voir Camou (homonymie) et Cihigue (homonymie).
Camou-Cihigue (Gamere-Zihiga en basque) est une commune française, située dans le département des Pyrénées-Atlantiques en région Nouvelle-Aquitaine.
Le gentilé est Gamerear.

## Géographie

### Localisation
La commune de Camou-Cihigue se trouve dans le département des Pyrénées-Atlantiques, en région Nouvelle-Aquitaine.
Elle se situe à 69 km par la route de Pau, préfecture du département, à 36 km d'Oloron-Sainte-Marie, sous-préfecture, et à 14 km de Mauléon-Licharre, bureau centralisateur du canton de Montagne Basque dont dépend la commune depuis 2015 pour les élections départementales.
La commune fait en outre partie du bassin de vie de Mauléon-Licharre.
Les communes les plus proches sont : 
Alçay-Alçabéhéty-Sunharette (2,3 km), Alos-Sibas-Abense (2,5 km), Ossas-Suhare (3,0 km), Trois-Villes (3,1 km), Tardets-Sorholus (3,5 km), Lichans-Sunhar (3,7 km), Lacarry-Arhan-Charritte-de-Haut (3,8 km), Etchebar (3,9 km).
Sur le plan historique et culturel, Camou-Cihigue fait partie de la province de la Soule, un des sept territoires composant le Pays basque,. La Basse-Navarre en est la province la plus variée en ce qui concerne son patrimoine, mais aussi la plus complexe du fait de son morcellement géographique. Depuis 1999, l'Académie de la langue basque ou Euskalzaindia divise le territoire du Labourd en six zones,. La Soule, traversée par la vallée du Saison, est restée repliée sur ses traditions (mascarades, pastorales, chasse à la palombe, etc). Elle se divise en Arbaille, Basse-Soule et Haute-Soule, dont fait partie la commune.

### Paysages

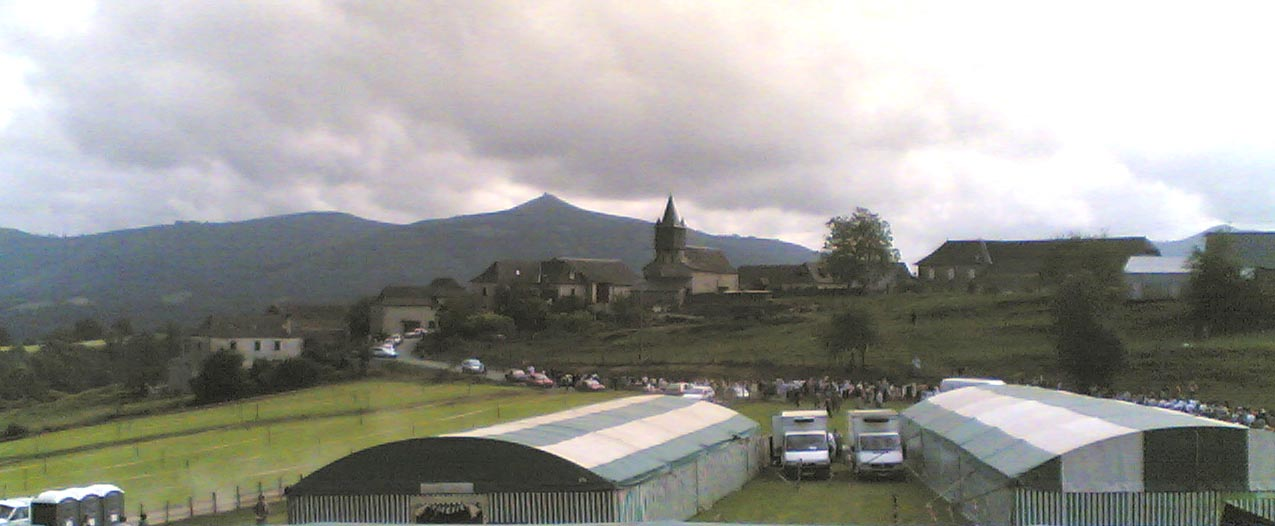
Cihigue.

### Communes limitrophes
Les communes limitrophes sont  Alos-Sibas-Abense, Alçay-Alçabéhéty-Sunharette, Aussurucq et Ossas-Suhare.
|           | Ossas-Suhare                |                   |
| Aussurucq | Camou-Cihigue               | Alos-Sibas-Abense |
|           | Alçay-Alçabéhéty-Sunharette |                   |

### Hydrographie

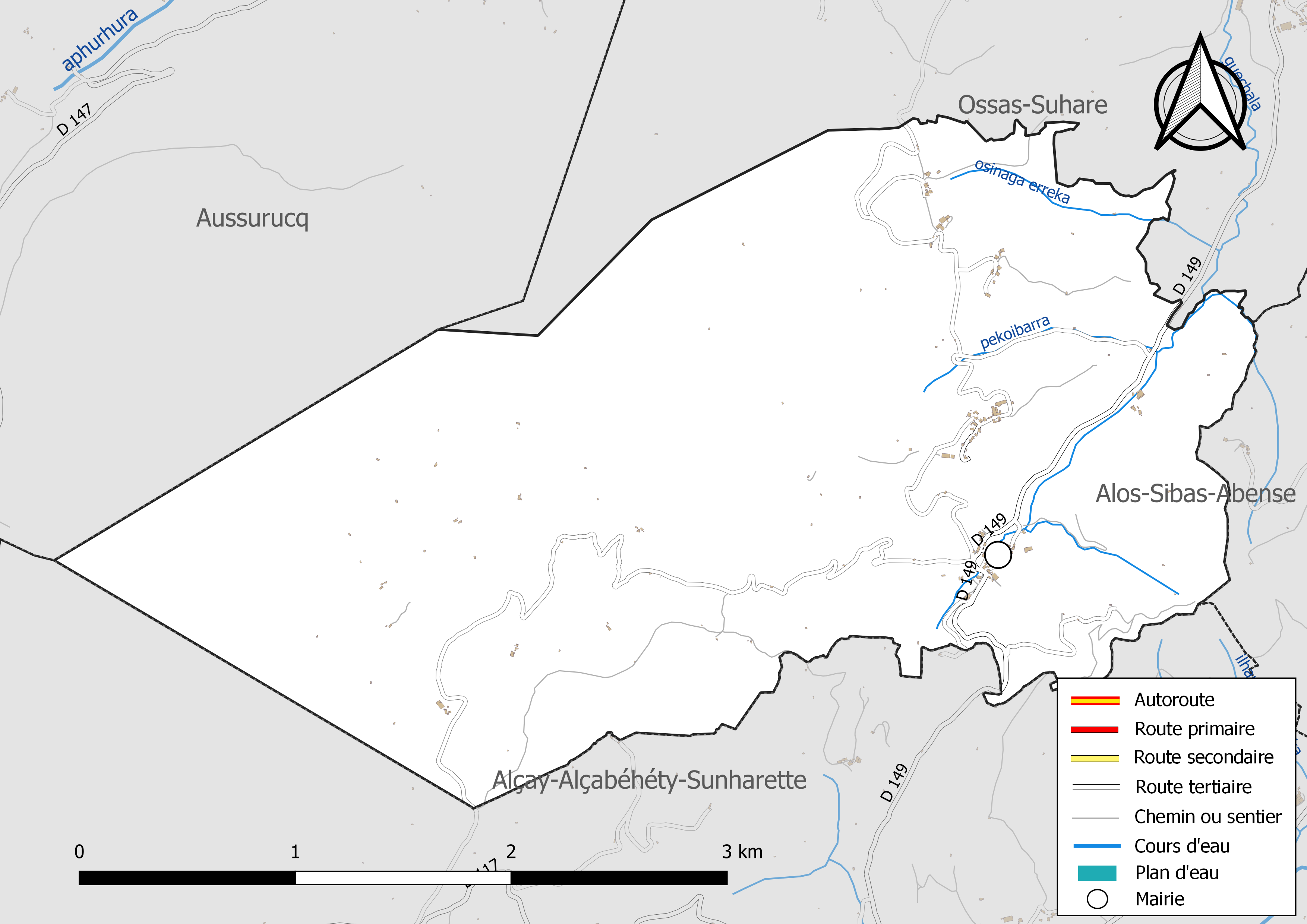
Réseaux hydrographique et routier de Camou-Cihigue.

La commune est drainée par Ossinague erreka, Péko Ibar erreka, le ruisseau Guéchala et par divers petits cours d'eau, constituant un réseau hydrographique de 5 km de longueur totale,.

### Climat
Pour des articles plus généraux, voir Climat de la Nouvelle-Aquitaine et Climat des Pyrénées-Atlantiques.
Historiquement, la commune est exposée à un micro climat océanique basque.  
En 2020, Météo-France publie une typologie des climats de la France métropolitaine dans laquelle la commune est exposée à un climat de montagne et est dans la région climatique Pyrénées atlantiques, caractérisée par une pluviométrie élevée (>1 200 mm/an) en toutes saisons, des hivers très doux (7,5 °C en plaine) et des vents faibles.
Pour la période 1971-2000, la température annuelle moyenne est de 13,3 °C, avec une amplitude thermique annuelle de 13,4 °C. Le cumul annuel moyen de précipitations est de 1 536 mm, avec 12,1 jours de précipitations en janvier et 9,4 jours en juillet. Pour la période 1991-2020, la température moyenne annuelle observée sur la station météorologique la plus proche, située sur la commune de Licq-Athérey à 6 km à vol d'oiseau, est de 13,1 °C et le cumul annuel moyen de précipitations est de 1 528,1 mm,. Pour l'avenir, les paramètres climatiques de la commune estimés pour 2050 selon différents scénarios d’émission de gaz à effet de serre sont consultables sur un site dédié publié par Météo-France en novembre 2022.

### Milieux naturels et biodiversité

#### Réseau Natura 2000
Le réseau Natura 2000 est un réseau écologique européen de sites naturels d'intérêt écologique élaboré à partir des Directives « Habitats » et « Oiseaux », constitué de zones spéciales de conservation (ZSC) et de zones de protection spéciale (ZPS).
Deux sites Natura 2000 ont été définis sur la commune au titre de la « directive Habitats », : 
- « le Saison (cours d'eau) », d'une superficie de 2 200 ha, un cours d'eau de très bonne qualité à salmonidés[23] ;
- le « massif des Arbailles », d'une superficie de 12 784 ha, présentant une flore très diversifiée marquée par une nette influence atlantique et montagnarde. Cependant, les versants exposés au Sud Sud-Est et Est abritent une flore thermophile remarquable[24] ;

et une au titre de la « directive Oiseaux », : 
- la « Haute Soule : forêt des Arbailles », d'une superficie de 7 114 ha, présentant une grande diversité de milieux à des altitudes moyennes fournissant gîte et couvert pour la faune ornithologique pyrénéenne[25].

#### Zones naturelles d'intérêt écologique, faunistique et floristique
L’inventaire des zones naturelles d'intérêt écologique, faunistique et floristique (ZNIEFF) a pour objectif de réaliser une couverture des zones les plus intéressantes sur le plan écologique, essentiellement dans la perspective d’améliorer la connaissance du patrimoine naturel national et de fournir aux différents décideurs un outil d’aide à la prise en compte de l’environnement dans l’aménagement du territoire.
Deux ZNIEFF de type 1 sont recensées sur la commune, : 
les « bordures méridionale et orientale de la forêt des Arbailles » (2 763,19 ha), couvrant 4 communes du département et 
la « forêt des Arbailles » (6 283,64 ha), couvrant 9 communes du département
et une ZNIEFF de type 2,, : 
le « massif des Arbailles » (14 782,04 ha), couvrant 13 communes du département.

#### Autres milieux naturels
À la fin du XIXe siècle, la forêt des Arbailles couvrait en partie le territoire de la commune ainsi que ceux d'Aussurucq, Béhorléguy, Musculdy, Ordiarp et Saint-Just-Ibarre.

## Urbanisme

### Typologie
Au 1er janvier 2024, Camou-Cihigue est catégorisée commune rurale à habitat très dispersé, selon la nouvelle grille communale de densité à sept niveaux définie par l'Insee en 2022.
Elle est située hors unité urbaine et hors attraction des villes,.

### Occupation des sols

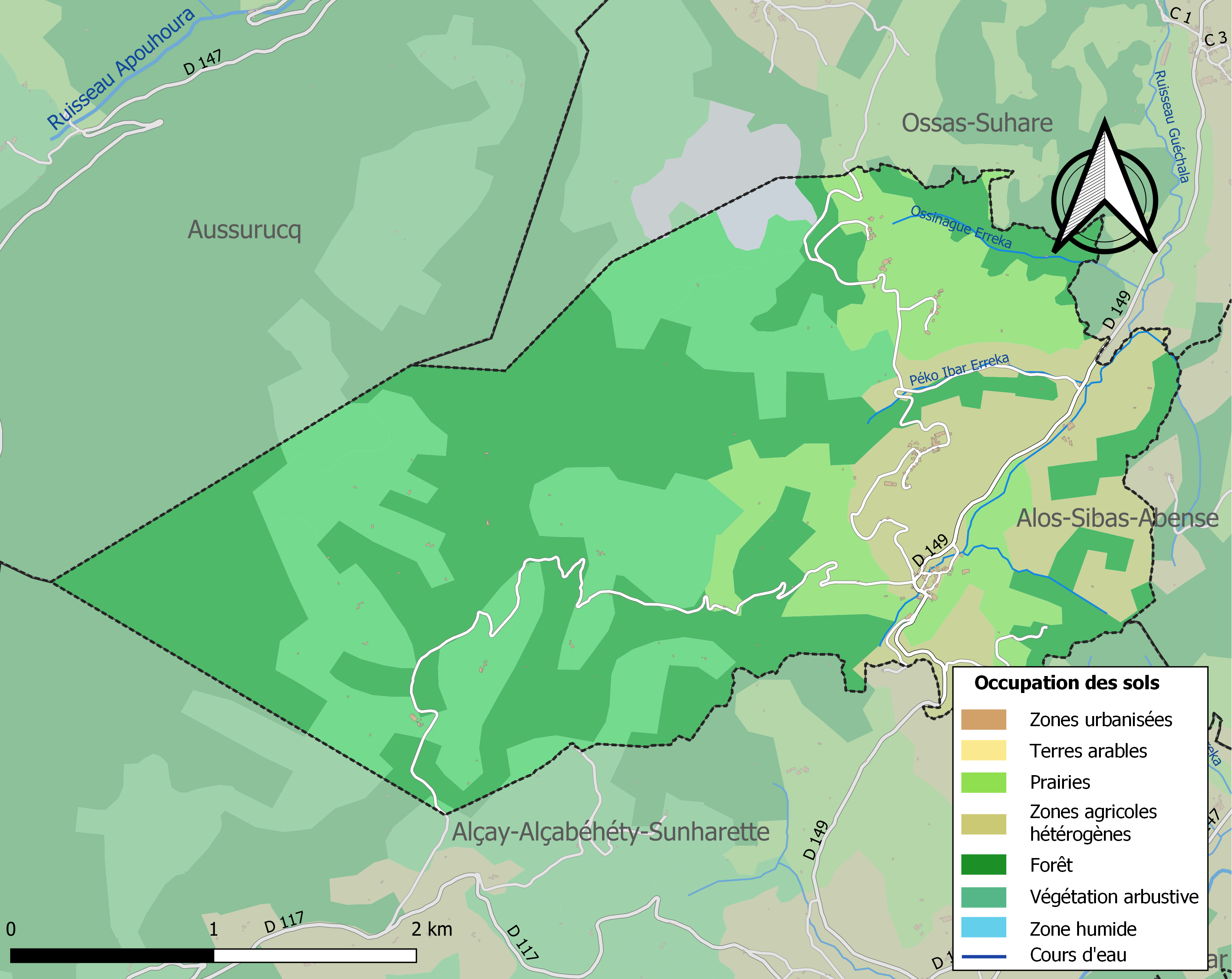
Carte des infrastructures et de l'occupation des sols de la commune en 2018 (CLC).

L'occupation des sols de la commune, telle qu'elle ressort de la base de données européenne d’occupation biophysique des sols Corine Land Cover (CLC), est marquée par l'importance des forêts et milieux semi-naturels (72,3 % en 2018), en augmentation par rapport à 1990 (71,1 %). La répartition détaillée en 2018 est la suivante : 
forêts (45 %), milieux à végétation arbustive et/ou herbacée (26,5 %), zones agricoles hétérogènes (14,1 %), prairies (13,6 %), espaces ouverts, sans ou avec peu de végétation (0,8 %). L'évolution de l’occupation des sols de la commune et de ses infrastructures peut être observée sur les différentes représentations cartographiques du territoire : la carte de Cassini (XVIIIe siècle), la carte d'état-major (1820-1866) et les cartes ou photos aériennes de l'IGN pour la période actuelle (1950 à aujourd'hui).

### Lieux-dits et hameaux
Quatre quartiers composent la commune de Camou-Cihigue :
Camou
- Gamere (Camou en français)

Cihigue
- Kharrika
- Hiriondo
- Sobe

### Risques majeurs
Le territoire de la commune de Camou-Cihigue est vulnérable à différents aléas naturels : météorologiques (tempête, orage, neige, grand froid, canicule ou sécheresse), inondations, feux de forêts, mouvements de terrains et séisme (sismicité moyenne). Un site publié par le BRGM permet d'évaluer simplement et rapidement les risques d'un bien localisé soit par son adresse soit par le numéro de sa parcelle.
Certaines parties du territoire communal sont susceptibles d’être affectées par le risque d’inondation par une crue torrentielle ou à montée rapide de cours d'eau. La commune a été reconnue en état de catastrophe naturelle au titre des dommages causés par les inondations et coulées de boue survenues en 1982, 1983, 1992 et 2009,.
Camou-Cihigue est exposée au risque de feu de forêt. En 2020, le premier plan de protection des forêts contre les incendies (PDPFCI) a été adopté pour la période 2020-2030. La réglementation des usages du feu à l’air libre et les obligations légales de débroussaillement dans le département des Pyrénées-Atlantiques font l'objet d'une consultation de public ouverte du 16 septembre au 7 octobre 2022,.
Les mouvements de terrains susceptibles de se produire sur la commune sont des affaissements et effondrements liés aux cavités souterraines (hors mines). Afin de mieux appréhender le risque d’affaissement de terrain, un inventaire national permet de localiser les éventuelles cavités souterraines sur la commune.

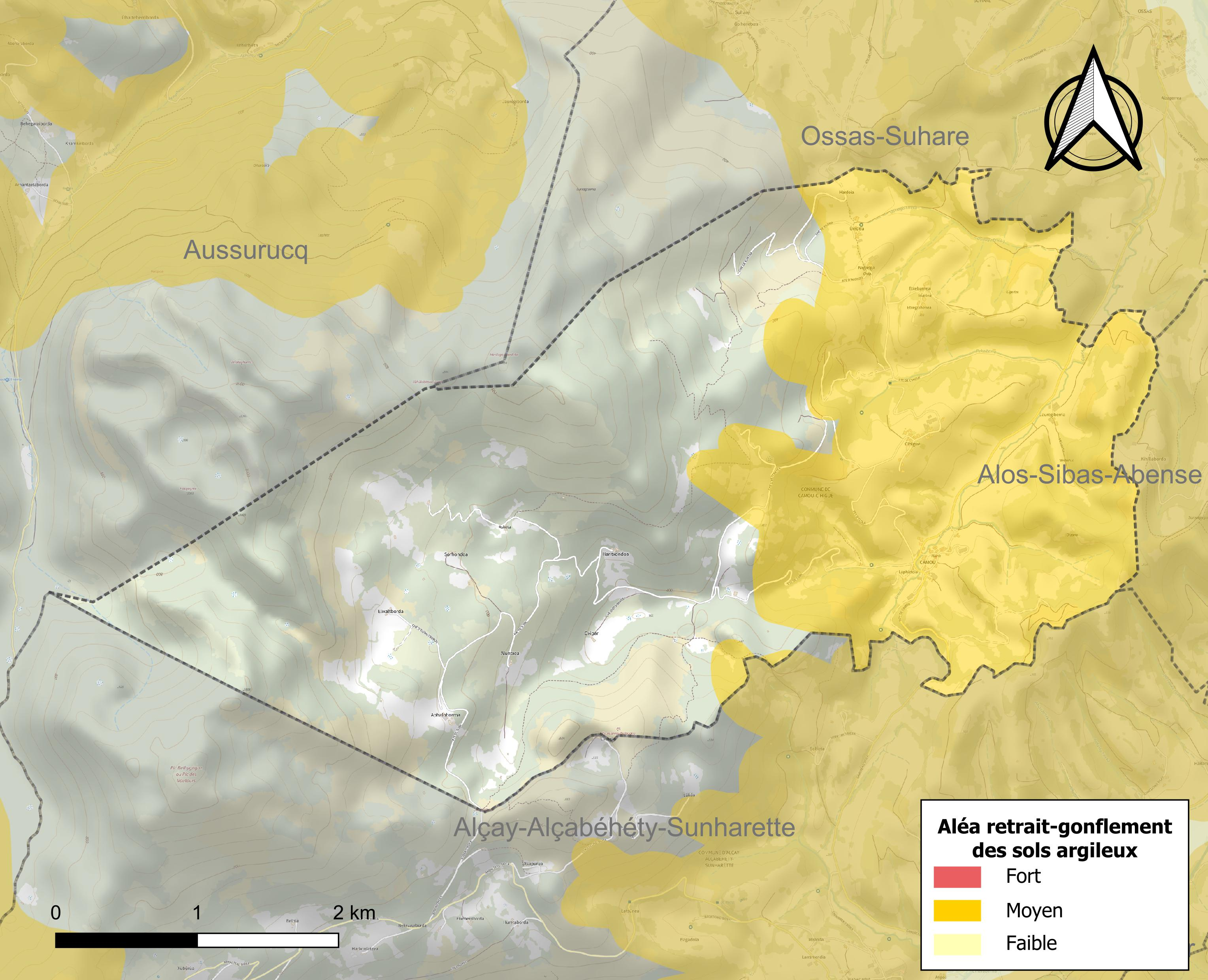
Carte des zones d'aléa retrait-gonflement des sols argileux de Camou-Cihigue.

Le retrait-gonflement des sols argileux est susceptible d'engendrer des dommages importants aux bâtiments en cas d’alternance de périodes de sécheresse et de pluie. 41,1 % de la superficie communale est en aléa moyen ou fort (59 % au niveau départemental et 48,5 % au niveau national). Depuis le 1er octobre 2020, en application de la loi ELAN, différentes contraintes s'imposent aux vendeurs, maîtres d'ouvrages ou constructeurs de biens situés dans une zone classée en aléa moyen ou fort,.

## Toponymie

### Attestations anciennes
Camou était aussi appelée Camou-Soule pour la différencier de Camou-Mixe en pays de Mixe.
Le toponyme Cihigue apparaît sous la forme 
Cihiga (1520, coutume de Soule).

### Graphie basque
Son nom basque actuel est Gamere-Zihiga.

## Histoire
Camou et Cihigue ont été réunis par ordonnance royale du 7 janvier 1831.

## Politique et administration
| Période | Période | Identité            | Étiquette | Qualité |
| ------- | ------- | ------------------- | --------- | ------- |
| 1983    | 2014    | Jean-Baptiste Aguer | DVG       |         |
| 2014    | 2020    | Jean-Philippe Petit |           |         |

### Intercommunalité
La commune fait partie de neuf structures intercommunales :
- la communauté d'agglomération du Pays Basque ;
- le SIGOM ;
- le SIVOM du canton de Tardets ;
- le SIVU regroupement pédagogique et transport scolaire de Sauguis-Saint-Étienne et Camou-Cihigue ;
- le SIVU chargé du tourisme en Haute-Soule et Barétous ;
- le syndicat AEP du Pays de Soule ;
- le syndicat d’énergie des Pyrénées-Atlantiques ;
- le syndicat intercommunal pour le soutien à la culture basque.

## Population et société

### Démographie
L'évolution du nombre d'habitants est connue à travers les recensements de la population effectués dans la commune depuis 1793. Pour les communes de moins de 10 000 habitants, une enquête de recensement portant sur toute la population est réalisée tous les cinq ans, les populations de référence des années intermédiaires étant quant à elles estimées par interpolation ou extrapolation. Pour la commune, le premier recensement exhaustif entrant dans le cadre du nouveau dispositif a été réalisé en 2007.

En 2022, la commune comptait 105 habitants, en évolution de +6,06 % par rapport à 2016 (Pyrénées-Atlantiques : +3,78 %, France hors Mayotte : +2,11 %).
| 1793 | 1800 | 1806 | 1821 | 1831 | 1836 | 1841 | 1846 | 1851 |
| ---- | ---- | ---- | ---- | ---- | ---- | ---- | ---- | ---- |
| 171  | 143  | 129  | 160  | 363  | 371  | 337  | 349  | 351  |

| 1856 | 1861 | 1866 | 1872 | 1876 | 1881 | 1886 | 1891 | 1896 |
| ---- | ---- | ---- | ---- | ---- | ---- | ---- | ---- | ---- |
| 345  | 325  | 321  | 312  | 298  | 306  | 300  | 286  | 280  |

| 1901 | 1906 | 1911 | 1921 | 1926 | 1931 | 1936 | 1946 | 1954 |
| ---- | ---- | ---- | ---- | ---- | ---- | ---- | ---- | ---- |
| 271  | 268  | 253  | 238  | 222  | 200  | 209  | 212  | 167  |

| 1962 | 1968 | 1975 | 1982 | 1990 | 1999 | 2006 | 2007 | 2012 |
| ---- | ---- | ---- | ---- | ---- | ---- | ---- | ---- | ---- |
| 171  | 148  | 140  | 133  | 119  | 114  | 107  | 106  | 101  |

| 2017 | 2022 | - | - | - | - | - | - | - |
| ---- | ---- | - | - | - | - | - | - | - |
| 101  | 105  | - | - | - | - | - | - | - |

## Économie
L'activité est essentiellement tournée vers l'agriculture (élevage et pâturages). La commune fait partie de la zone d'appellation de l'ossau-iraty.

## Culture locale et patrimoine

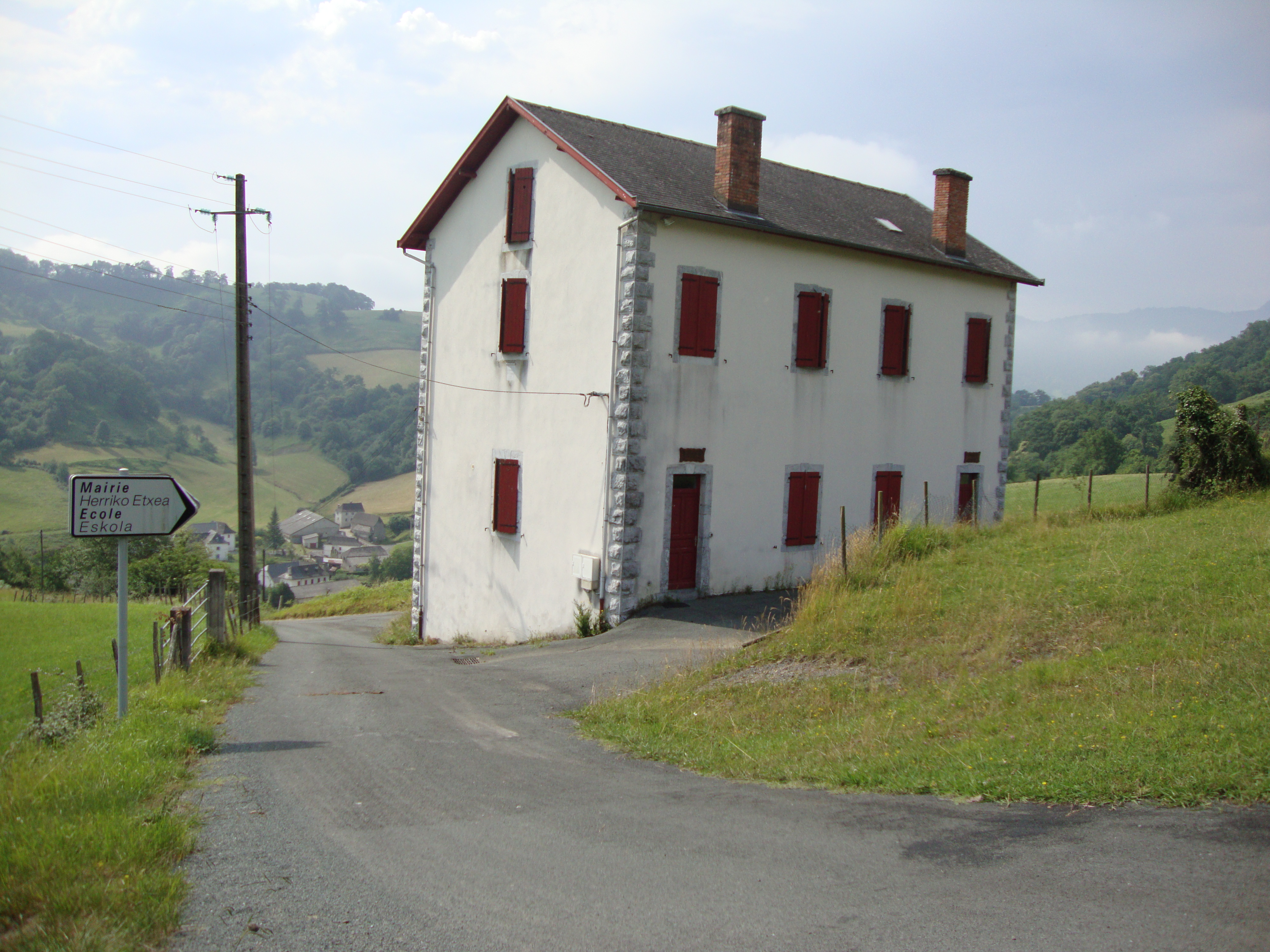
La mairie et l'école à Camou.
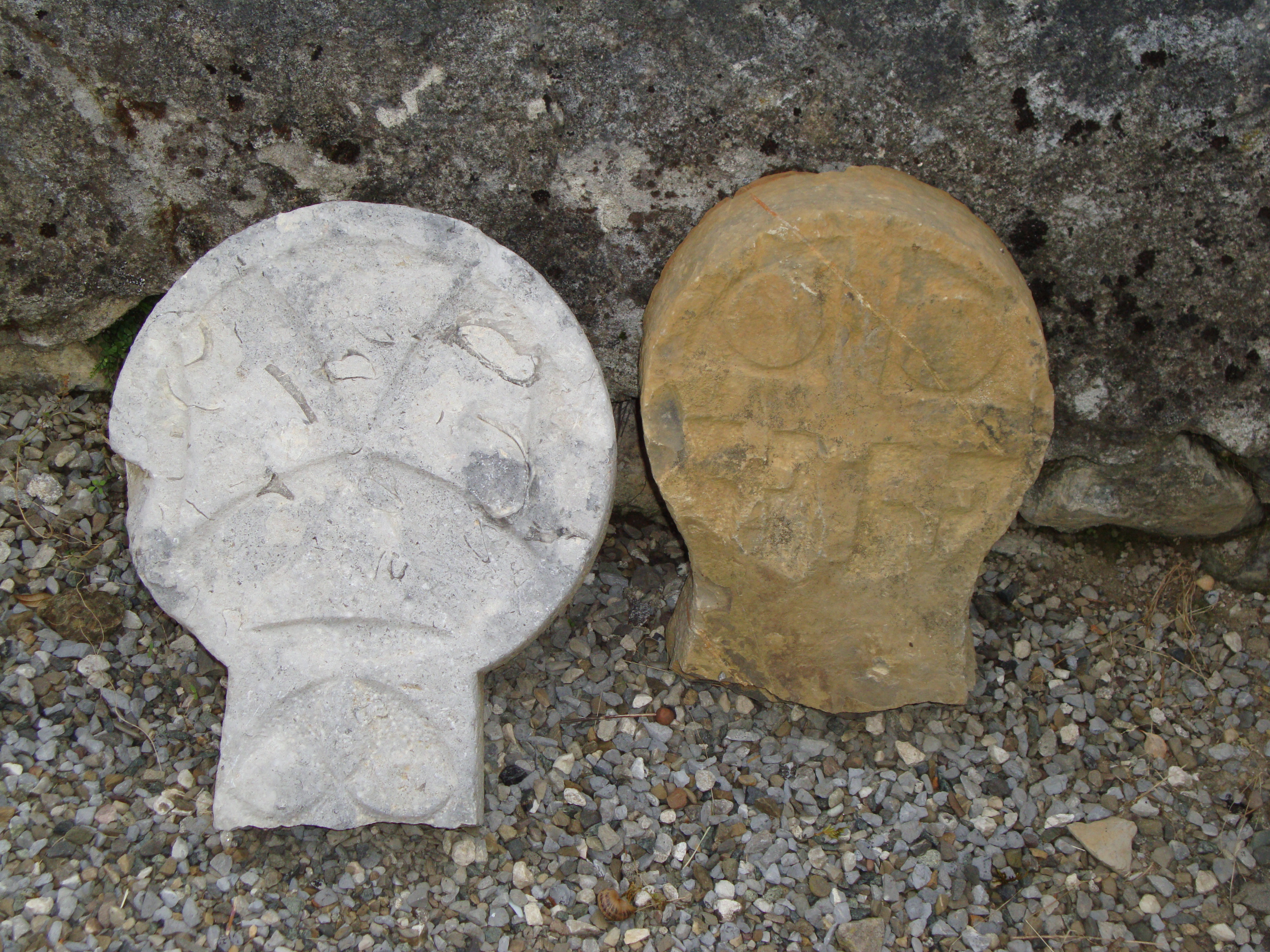
Stèles discoïdales à Camou.
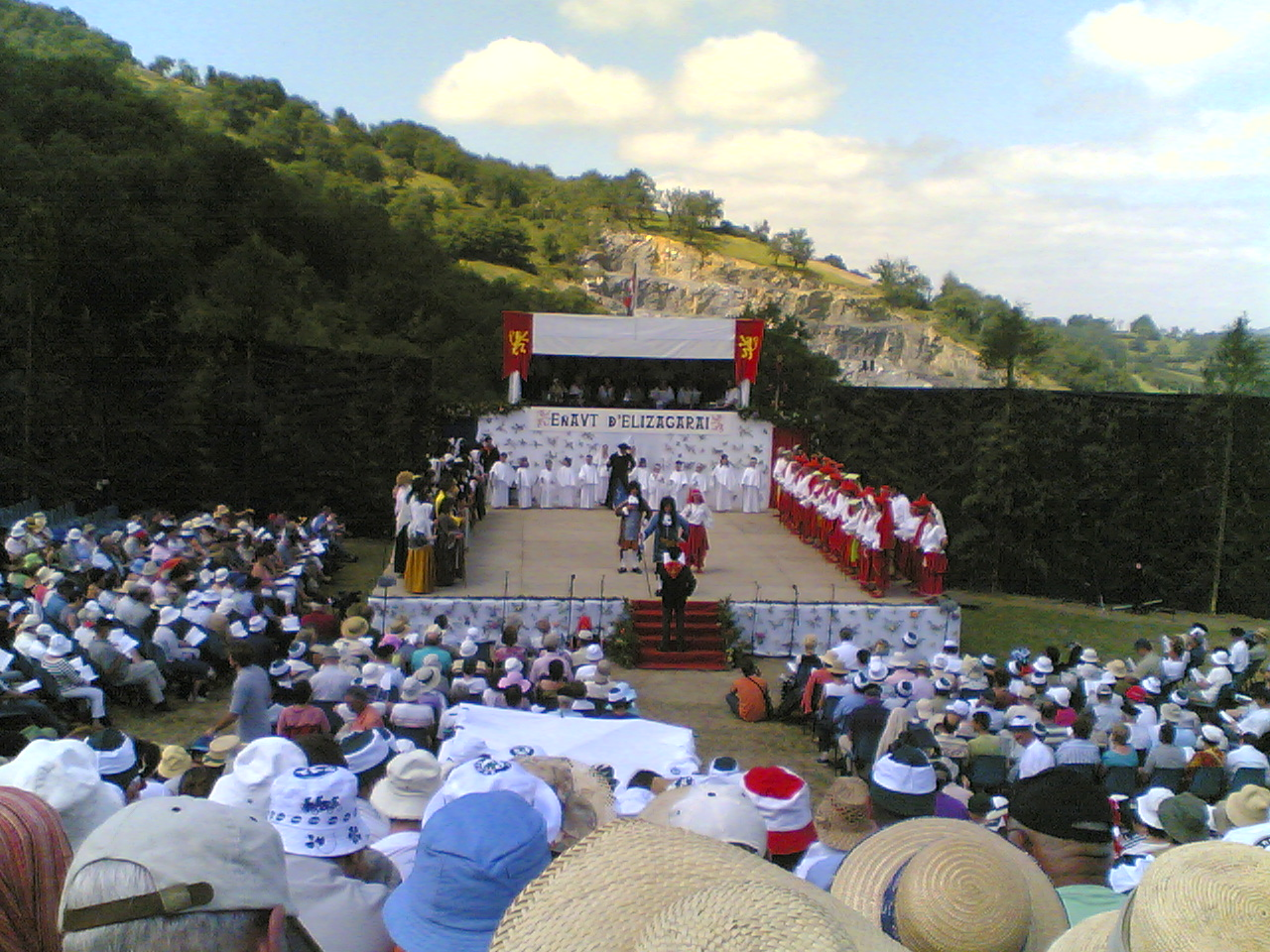
Pastorale 2007 à Camou-Cihigue.
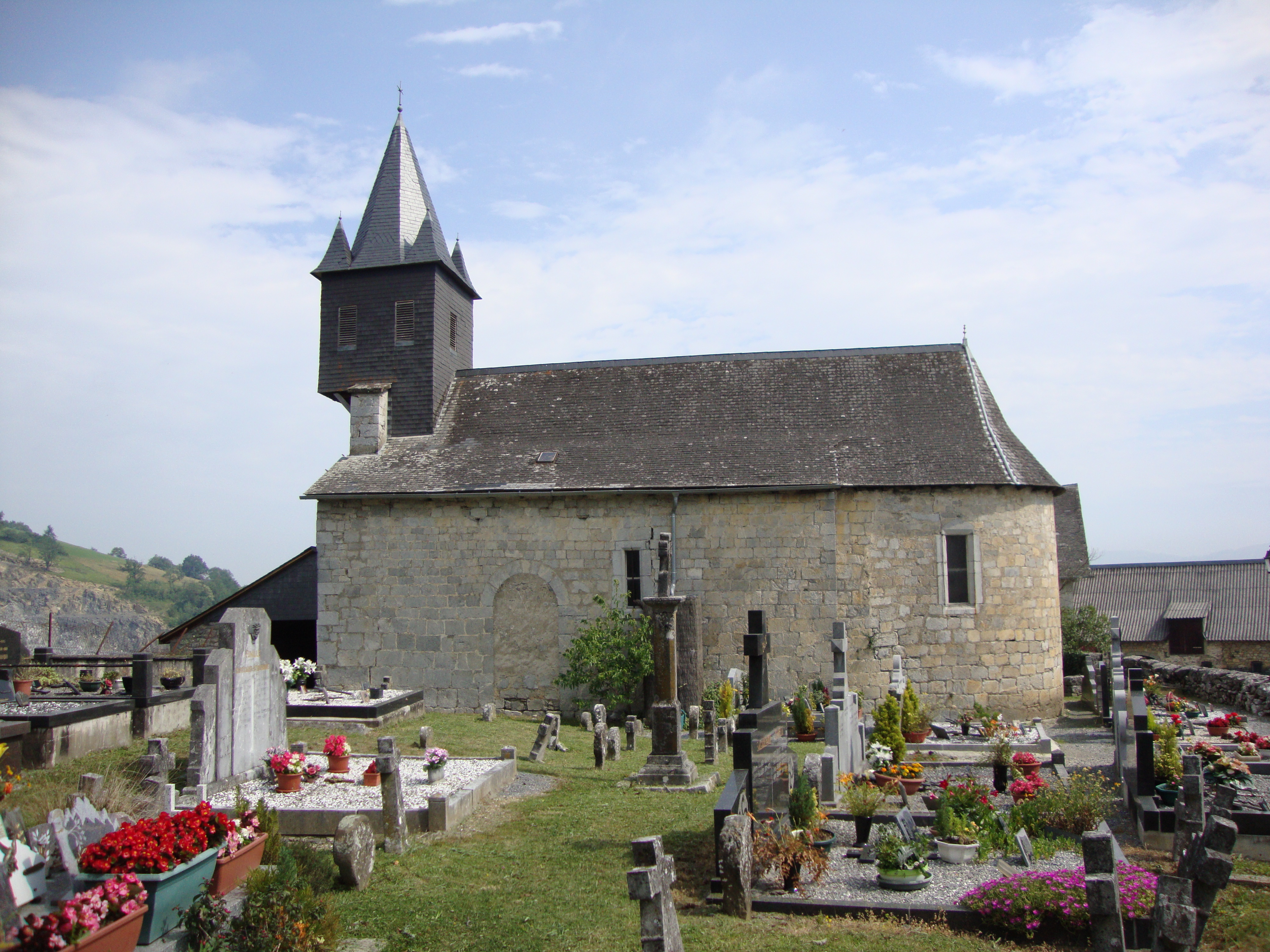
L'église Notre-Dame de Cihigue.
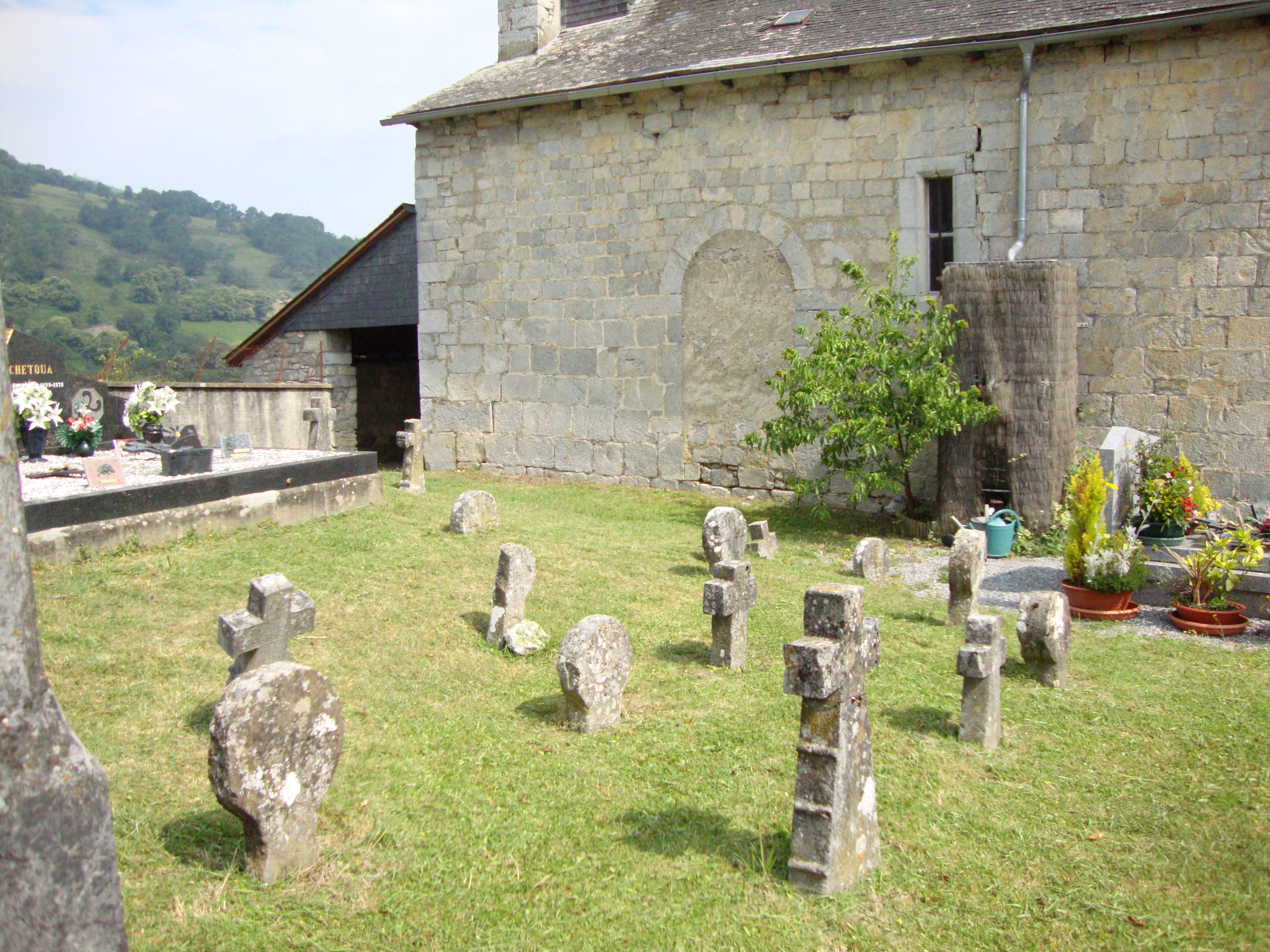
Stèles discoïdales à Cihigue.
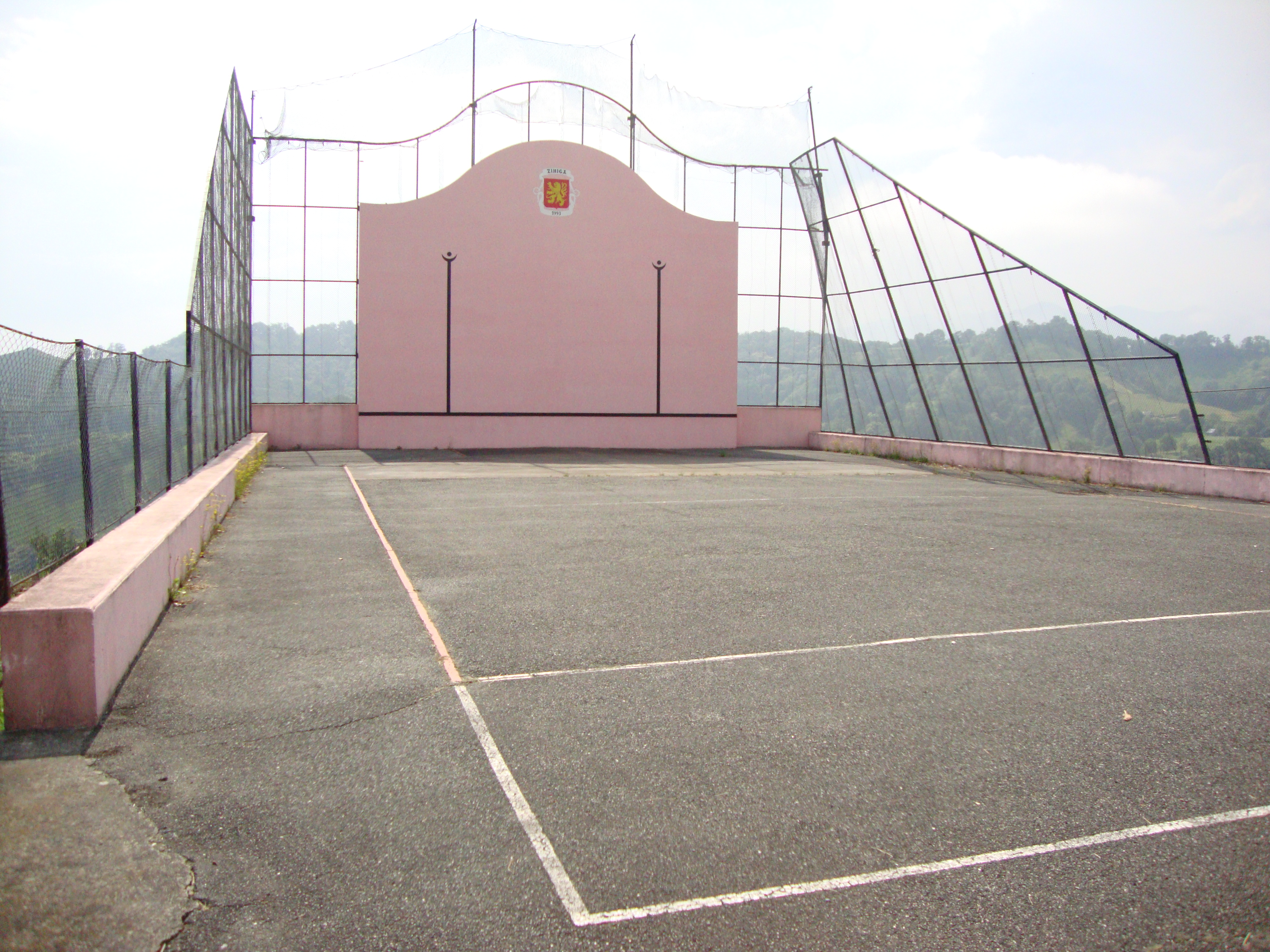
Fronton sur la crête à Cihigue.
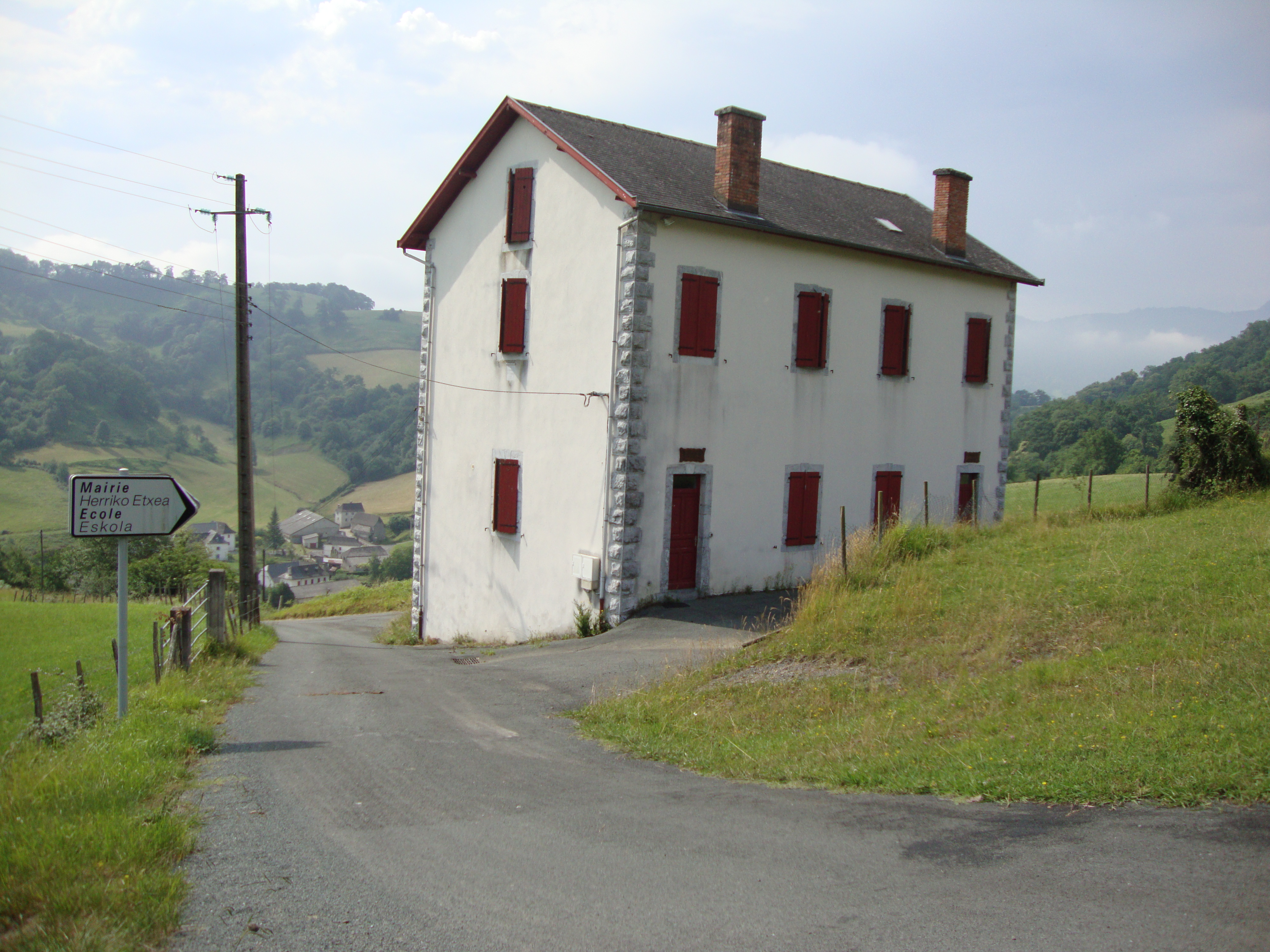
La mairie et l'école à Camou.
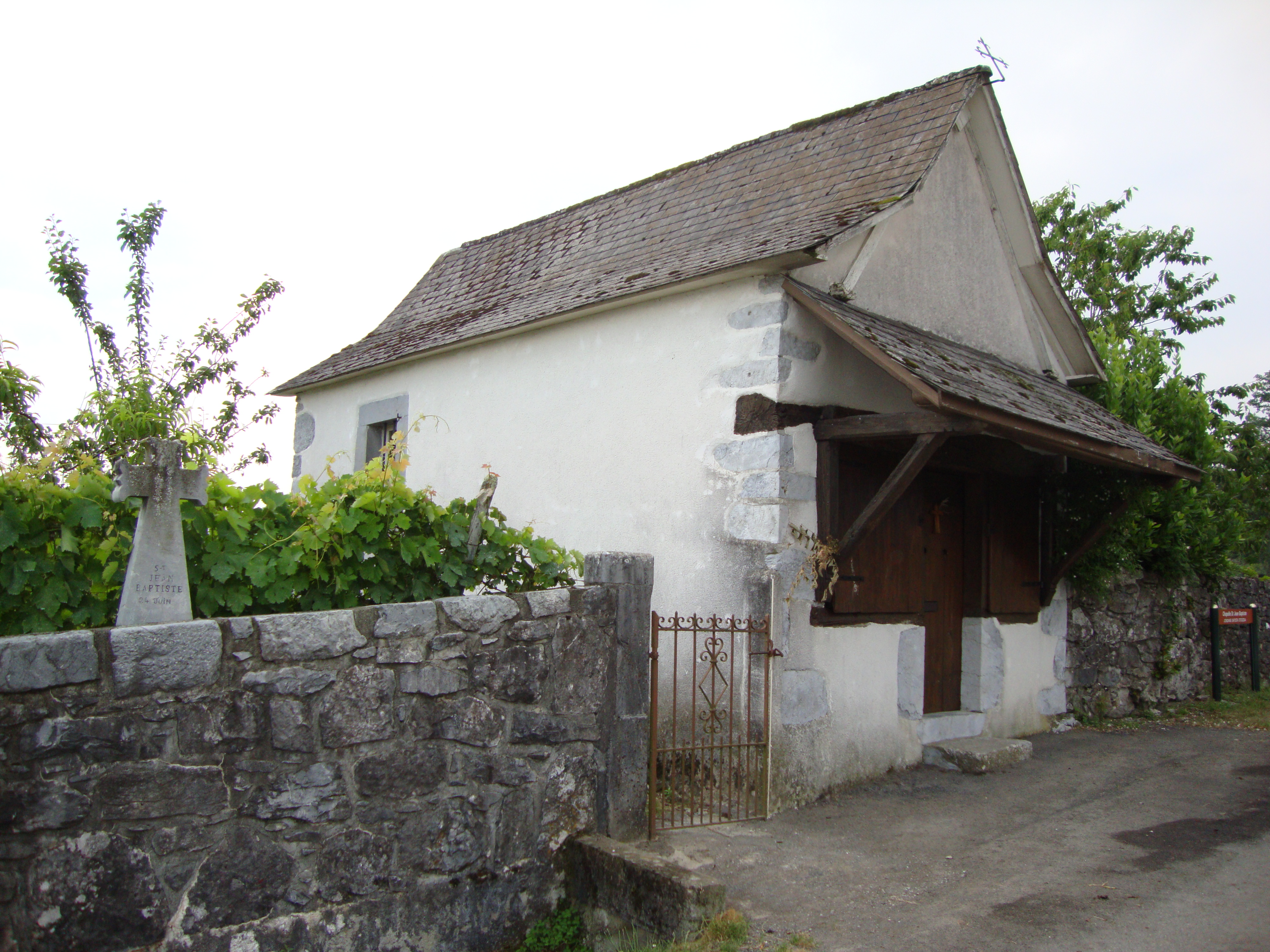
Urruty, chapelle Saint-Jean-Baptiste.

La grotte des lamiñak (ou Lamiñen ziloak en basque) est très connue dans ce village. Elle se situe près de la maison Eiezkia et à 400 mètres de l'église. Elle se présente sous la forme de trois ouvertures desquelles sort de l'eau salée ; une de ces résurgences jaillit à 34 °C, appelée localement guesala. On lui attribue des propriétés curatives.

### Pastorale 2007
En 2007 (29 juillet et 5 août), Camou-Cihigue a organisé la pastorale sur le thème d'Eñaut d'Elizagarai, lieutenant général des armées royales sous Louis XIV et natif d'Armendarits.

### Patrimoine civil
Des peintures rupestres ornent les parois de la grotte Etcheberriko-Kharbia, datant du Paléolithique supérieur. Le site a été classé aux monuments historiques en 1952. À voir aussi le gouffre de Bechanka (Bexanka en basque).

### Patrimoine religieux
L'église romane Saint Pierre, située à Camou et dont les origines remontent au milieu du Moyen Âge, a été remaniée aux XIXe et XXe siècles.

L'église romane Notre-Dame, sise à Cihigue et dont les origines remontent également au milieu du Moyen Âge, a été rénovée en 1828.
|  |  |  |  |

## Équipements
La commune dispose d'une école primaire. Sa fermeture a été fixée à la fin de l'année scolaire 2008/2009, mais les villageois refusant sa fermeture et se battant pour la maintenir ouverte, en cette rentrée 2009 elle devient un symbole de « la lutte contre la mort programmée des services publics en milieu rural ».
L'école a, à la suite des mouvements politiques récents, dû fermer peu après les vacances de la Toussaint. Jusque-là, c'était des bénévoles qui faisaient la classe aux enfants.